# 烏弗胡森

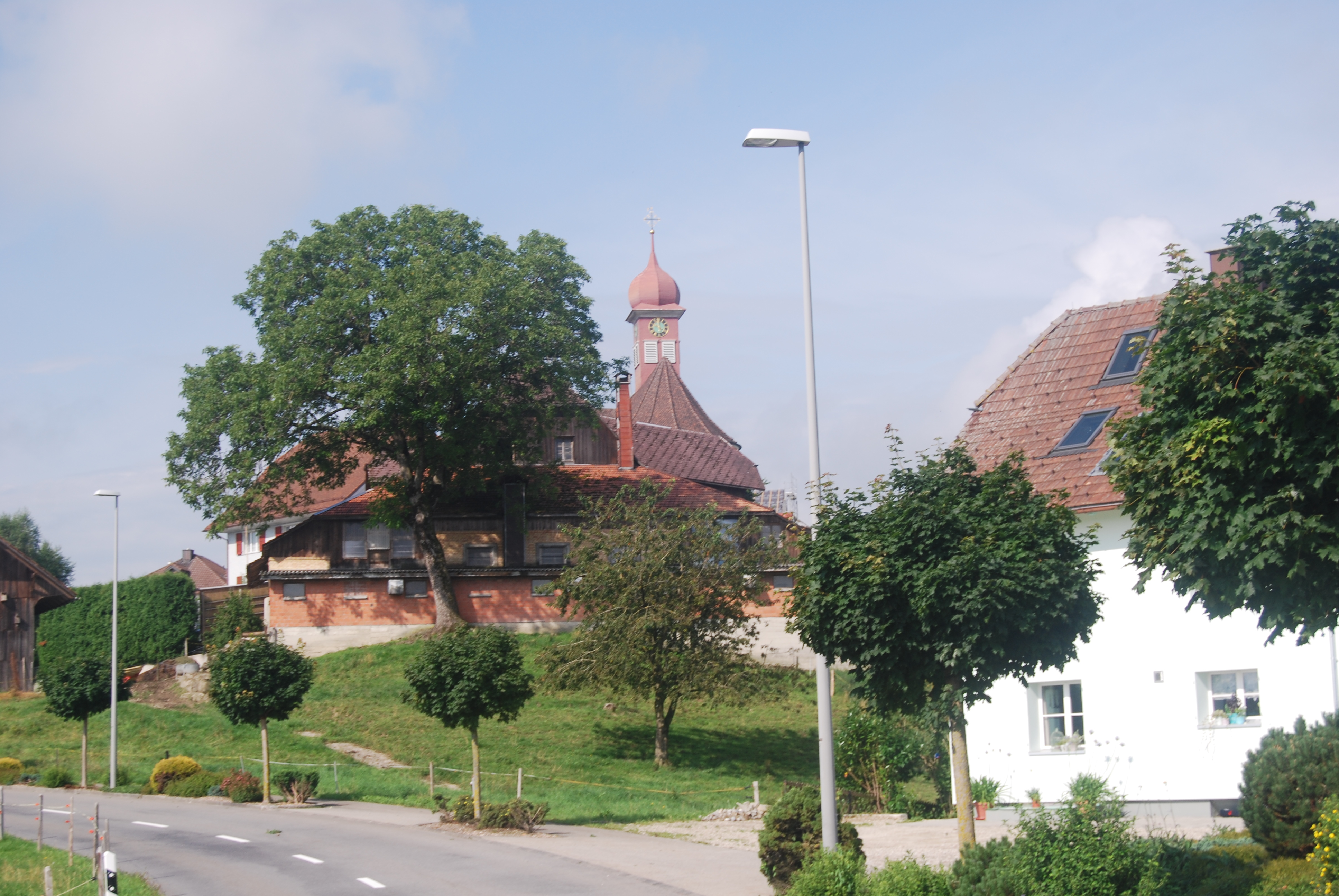

烏弗胡森是瑞士的城鎮，位於該國中部，由琉森州負責管轄，面積12.24平方公里，七成土地是農業用地，海拔高度717米，2011年人口848，人口密度每平方公里69人。